# Horbelev (plaats)
Horbelev is een plaats in de Deense regio Seeland, gemeente Guldborgsund. De plaats telt 588 inwoners (2020). Horbelev valt binnen de gelijknamige parochie.

## Geschiedenis
De kerk van Horbelev is rond 1200 gebouwd. In het 13e-eeuwse Grondboek van Waldemar wordt de plaats genoemd als Horbærlef. In 1502 verschijnt de naam Horberløff. Een mogelijke verklaring van de naam is dat het eerste deel verwijst naar de persoonsnaam Hornbori.
In 1682 bestond het dorp Horbelev uit zestien boerderijen en negen woningen. In 1899 wordt Horbelev beschreven als een dorp met een kerk, pastorie, school, zuivelcoöperatie, een baksteen- en een kalksteenfabriek. Ook waren er een melkfabriek en een armenhuis. Het dorpshuis werd in 1901 gebouwd, de school in 1907.
Met de opening van de spoorlijn Stubbekøbing - Nykøbing Falster in 1911 kreeg Horbelev een station. Tegelijk met de bouw van het station kwam er ook een hotel; een jaar later werd een elektriciteitsbedrijf gebouwd. Op 31 maart 1966 werd de spoorlijn gesloten, maar het stationsgebouw, ontworpen door H.C. Glahn, is bewaard gebleven. Een paar honderd meter spoorbaan is omgevormd tot wandelpad.
In 1906 kende Horbelev 345 inwoners, in 1911 waren het er 393 en in 1916 411. Ondanks de spoorlijn stagneerde de groei van het dorp; in 1940 waren er uiteindelijk 526 inwoners. Ook na de Tweede Wereldoorlog groeide Horbelev niet: in 1965 telde het dorp 505 inwoners.

## Faciliteiten
In 1968 kreeg Horbelev een sportvereniging waar voetbal, handbal en gymnastiek werden beoefend. De sporthal opende in 1971. Naast de hal werd in 1993 een kinderopvang gerealiseerd.
Na de sluiting van de oorspronkelijke basisschool in 2004, werd de Horbelev Friskole opgestart. Toen ook deze school moest sluiten, besloot een aantal inwoners om de neerwaartse spiraal van bevolkingsafname en dalende huizenprijzen tot staan te brengen door het leegstaande schoolgebouw te gaan gebruiken voor lokale, culturele activiteiten. Met het oprichten van een vereniging en een investeringsfonds konden ze het schoolgebouw aankopen. In 2011 werd het nieuwe dorpscentrum geopend, met ruimte voor onder andere een theatergroep, een kunstvereniging, een tweedehandswinkel en een pizzeria. In 2016 werd het complex verbouwd en uitgebreid.